# 안티콜리코라도
안티콜리코라도(이탈리아어: Anticoli Corrado)는 이탈리아 라치오주 로마현에 위치한 코무네다. 로마로부터 북동쪽 40km 거리에 있다.

## 자매 도시
- 아르코스데라프론테라